# Бубнов, Юрий Николаевич (архитектор)
Юрий Николаевич Бу́бнов (13 марта 1918, Нижний Новгород — 14 февраля 2005, там же) — советский архитектор, главный архитектор города Горького и Горьковской области (1962—1966), кандидат архитектуры, профессор, заслуженный архитектор РСФСР. Почётный член Российской академии архитектуры и строительных наук.

## Биография
Родился 13 марта 1918 года в Нижнем Новгороде. В 1940 году окончил факультет промышленного и гражданского строительства ГИСИ им. В. П. Чкалова. В 1941 году отправился на фронт.
В 1946 году начал работать в проектном институте «Горьковгражданпроект». С 1950 по 1962 год — директором института. В 1962 году был назначен главным архитектором города Горького и Горьковской области.
В 1966 году основал архитектурный факультет ГИСИ, став его первым деканом. В 1972 году получил степень кандидата архитектуры и звание профессора. Позже возглавил кафедру архитектурного проектирования ГИСИ.
В послевоенные годы проектировал серии типовых зданий и здания по индивидуальным проектам в Горьком. В начале 1950-х годов пять проектов жилых домов, разработанных Бубновым совместно с супругой Людмилой Рождественской, были отмечены премиями на Всероссийском смотре лучших выстроенных зданий. В 1952 году управление по делам строительства и архитектуры при Совете министров РСФСР включило эти проекты в альбом лучших проектов, рекомендованных для повторного применения. По этим проектам строились дома в Воронеже, Куйбышеве, Ижевске, Саратове, Ярославле и других городах.
С 1960-х годов архитектор занимался градостроительной деятельностью, участвовал в проектировании генплана Горького. При его участии было построено девять жилых комплексов в авторских коллективах в 1960—80-х годах. Всего по проектам Юрия Бубнова было возведено более 70 зданий.
Скончался 14 февраля 2005 года. Похоронен на Федяковском кладбище Нижнего Новгорода.

## Проекты и постройки

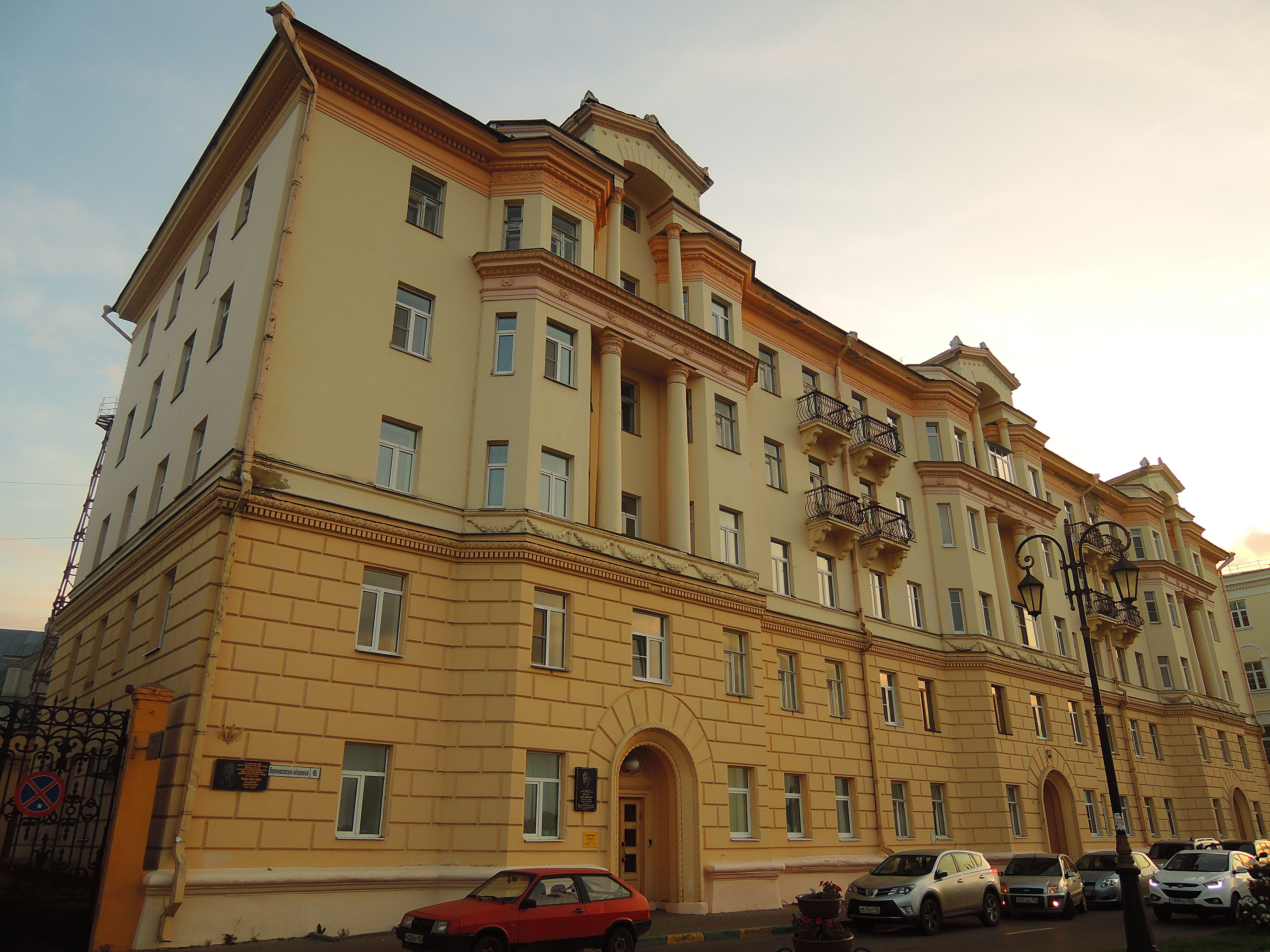
Жилой дом на Верхне-Волжской набережной

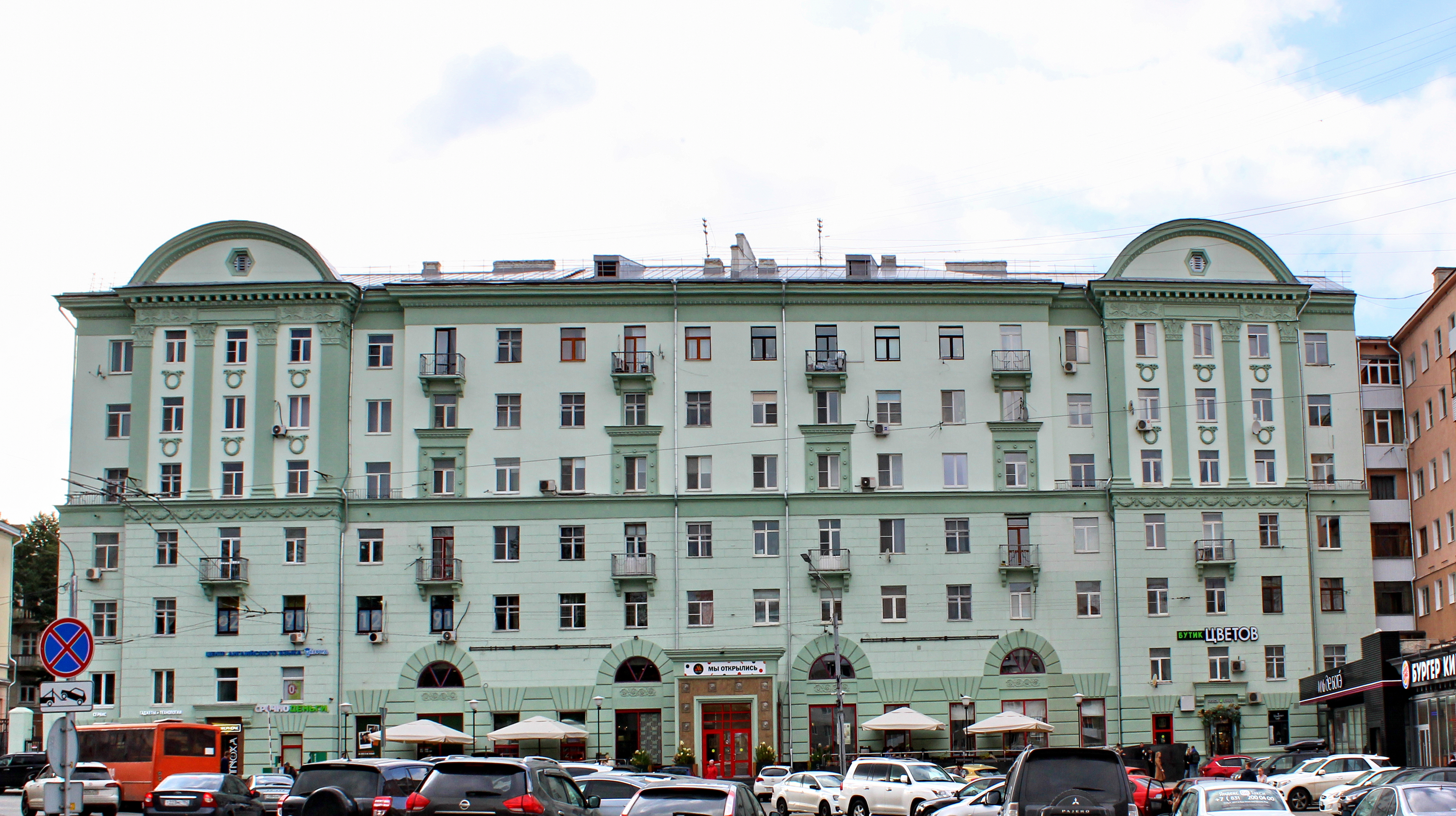
Жилой дом на площади Максима Горького, 2

- Жилой дом на улице Коминтерна, № 199
- Жилые дома на улице Страж Революции, № 18, 20
- Жилой дом в районе Станкозавода
- Жилые дома на улице Белинского, № 106-а, 106-б
- Жилой дом на проспекте Гагарина, № 112 (1949)
- Жилой дом на Верхне-Волжской набережной, № 6 (1954)
- Жилой дом военного ведомства на улице Большой Покровской, № 30-а (1954)
- Жилой дом на улице Культуры, № 2 (1954)
- Жилой дом на улице Красносельской, № 168 (1955)
- Жилой дом на площади Горького, № 2 (1955)
- Здание архитектурного факультета ГИСИ (1977)
- Административное здание УВД на улице Максима Горького, № 71 (совм. с арх. В. И. Ровновым и О. П. Титовым, 1978—1982)

### Градостроительные проекты
- Микрорайон «Лапшиха» (1965—1971)
- Жилой район «Дарьино» (1961—1966)
- Северо-западная часть центра города Горького (1965—1970)
- Микрорайоны «Ляхово-Щербинки» (1964—1969)
- квартал по улице Веденяпина (1968—1976)
- ПДП центра г. Горького (1976)
- застройка площади Горького и улицы Горького (1970—1980-е гг.)